# Mateo Gil
Mateo Gil, nome completo Francisco Mateo Gil Rodríguez (Las Palmas de Gran Canaria, 23 settembre 1972), è uno sceneggiatore e regista spagnolo, noto soprattutto per la sua collaborazione con Alejandro Amenábar.

## Biografia
Dopo aver intrapreso la carriera cinematografica nei primi anni novanta realizzando alcuni cortometraggi, nel 1996 partecipa come co-soggettista, aiuto regista e operatore video al film Tesis, fortunata opera prima di Alejandro Amenábar vincitrice di ben sette Premi Goya. È l'inizio di uno stabile e duraturo sodalizio professionale: Gil firma insieme ad Amenabar tutte le sceneggiature dei film diretti da quest'ultimo, ad eccezione di The Others (2001), in alcune occasioni lo affianca come aiuto regista e regista della seconda unità (Apri gli occhi e Agora) e con lui ottiene i suoi primi riconoscimenti, come la prima candidatura ai Premi Goya (nel 1999 per Apri gli occhi) e la prima vittoria (nel 2005 con Mare dentro).
Esordisce a sua volta nella regia di un lungometraggio nel 1999 con Nadie conoce a nadie, tratto da un romanzo di Juan Bonilla, che gli vale la candidatura al Premio Goya per il miglior regista esordiente. 
Nel 2006 insieme ad altri registi già affermati quali Álex de la Iglesia e Jaume Balagueró partecipa al progetto della serie televisiva horror Películas para no dormir, firmando regia, sceneggiatura e montaggio di uno dei sei episodi, Spettro. Nel 2008 torna invece a cimentarsi nella forma breve con Dime que yo (Premio Goya per il miglior cortometraggio di finzione nel 2010).
La sua opera seconda cinematografica, Blackthorn - La vera storia di Butch Cassidy (2011), un western con Sam Shepard nel ruolo di Butch Cassidy, raccoglie ben undici candidature ai Premi Goya, comprese quelle per miglior film e miglior regista (quattro i premi vinti, nelle categorie tecniche).

## Filmografia

### Regista
- Antes del beso (1993) - cortometraggio
- Soñé que te mataba (1994) - cortometraggio
- Allanamiento de morada (1998) - cortometraggio
- Nadie conoce a nadie (1999)
- Spettro (Regreso a moira) (2006) - film TV
- Dime que yo (2008) - cortometraggio
- Blackthorn - La vera storia di Butch Cassidy (Blackthorn) (2011)
- Realive (2016)
- Le leggi della termodinamica (Las leyes de la termodinámica) (2018)
- I favoriti di Mida (Los favoritos de Midas) - miniserie TV, 6 puntate (2020)

### Sceneggiatore
- Tesis, regia di Alejandro Amenábar (1996) (soggetto)
- Apri gli occhi (Abre los ojos), regia di Alejandro Amenábar (1997)
- Allanamiento de morada (1998) - cortometraggio
- Nadie conoce a nadie (1999)
- Mare dentro (Mar adentro), regia di Alejandro Amenábar (2004)
- El método, regia di Marcelo Piñeyro (2005)
- Spettro (Regreso a moira) (2006) - film TV
- Dime que yo (2008) - cortometraggio
- Allanamiento de morada (1998) - cortometraggio
- Nadie conoce a nadie (1999)
- Dime que yo (2008) - cortometraggio
- Agora (Ágora), regia di Alejandro Amenábar (2009)
- I favoriti di Mida (Los favoritos de Midas) - miniserie TV, 6 puntate (2020)

### Direttore della fotografia
- Himenóptero, regia di Alejandro Amenábar (1992) - cortometraggio

### Montatore
- Spettro (Regreso a moira) (2006) - film TV

## Riconoscimenti
- Premi Goya
  - miglior regista
    - 2012: candidato – Blackthorn - Sin destino

  - miglior regista esordiente
    - 2000: candidato – Nadie conoce a nadie

  - migliore sceneggiatura originale
    - 1999: candidato (con Alejandro Amenábar) – Apri gli occhi
    - 2005: vincitore (con Alejandro Amenábar) – Mare dentro
    - 2010: vincitore (con Alejandro Amenábar) – Agora

  - migliore sceneggiatura non originale
    - 2006: vincitore (con Marcelo Piñeyro) – El método

- European Film Awards per la miglior sceneggiatura
  - 2004: candidato (con Alejandro Amenábar) – Mare dentro